# Alois Zeiler
Alois Zeiler (* 16. Mai 1868 in Dillingen an der Donau; † 1966 in Offingen) war ein deutscher Reichsgerichtsrat.

## Leben
Der Katholik Zeiler legte 1890 und 1893 die juristischen Staatsprüfungen jeweils mit der Note „bestanden“ ab. Seit 1887 war er Mitglied der Burschenschaft Apollo München. 1894 war er für ein halbes Jahr Rechtsanwalt. Danach war er 1894 Rechtspraktikant am Amtsgericht Neuburg und 1895 dann bei der Staatsanwaltschaft am Landgericht München I. 1895 ernannte man ihn zu III. Staatsanwalt beim Landgericht Deggendorf. 1897 wurde er Amtsrichter am Amtsgericht Augsburg. 1899 kam er als II. Staatsanwalt nach Kempten bei der Staatsanwaltschaft beim Landgericht. 1902 wurde er dort Landgerichtsrat. 1910 wurde er zum I. Staatsanwalt befördert und in das linksrheinische Bayern, nach Zweibrücken zum Landgericht versetzt. Im Oktober 1918 wurde er Richter am Oberlandesgericht Zweibrücken. Im September 1919 kam er an das Reichsgericht. Er war Zivil- und Strafsenaten des Reichsgerichts tätig. Er trat 1935 in den Ruhestand.
Sein nach der Pensionierung geschriebenes Buch „Meine Mitarbeit“ gilt als einer der „bemerkenswerte[n] Richterbücher“ und  ist weitgehend ein nüchterner Rechenschaftsbericht. Darin schildert er erschöpfend seine Tätigkeit als Richter und Rechtswissenschaftler mit umfassender Literaturangabe. Er war insbesondere in der Frage einer Aufwertungsrechtsprechung engagiert. Nach der Pensionierung lebte er in Offingen.

## Werke (Auswahl)
- Gesetzliche Zulagen für jeden Haushalt, Stuttgart 1916.
- Einkommensabgaben: gesellschaftlicher Ausgleich und Gesamtverbrauchsteuer, Zweibrücken 1919.
- Die Zeilerschen Umwertungszahlen zu einer Ausgleichung zwischen Gläubigern und Schuldnern nach Treu und Glauben für Durchschnittsverhältnisse, Stuttgart 1924.
- Aufwertungsfälle vom Reichsgericht, Leipzig 1926.
- Meine Mitarbeit, Braunschweig 1938.
- Am Mundartquell der deutschen Sprache, Offingen 1962.

## Quelle
- Adolf Lobe: Fünfzig Jahre Reichsgericht am 1. Oktober 1929, Berlin 1929, S. 383.
- Friedrich Karl Kaul, Geschichte des Reichsgerichts, Band IV (1933–1945), Ost-Berlin 1971, S. 300.